# Congiura dei Pazzi
La Congiura dei Pazzi fu una fallita cospirazione ordita, insieme ad altri, dalla famiglia di banchieri fiorentini dei Pazzi, con lo scopo di stroncare l'egemonia dei Medici nel governo della Repubblica Fiorentina. L'appoggio esterno al piano proveniva dal papato romano e da altri soggetti politici: la Repubblica di Siena, il Regno di Napoli e il Ducato di Urbino. Il 26 aprile 1478 ci fu il tentativo di assassinare Lorenzo de' Medici e suo fratello Giuliano de' Medici, che si concluse col ferimento di Lorenzo il Magnifico e l'assassinio di Giuliano. Paradossalmente, l'insuccesso del complotto servì invece a rafforzare il potere e la popolarità dei Medici, decretando conseguenze durevoli sull'equilibrio del potere nell'Italia sul finire del Quattrocento. I restanti membri della famiglia dei Pazzi furono banditi da Firenze.

## Antefatti

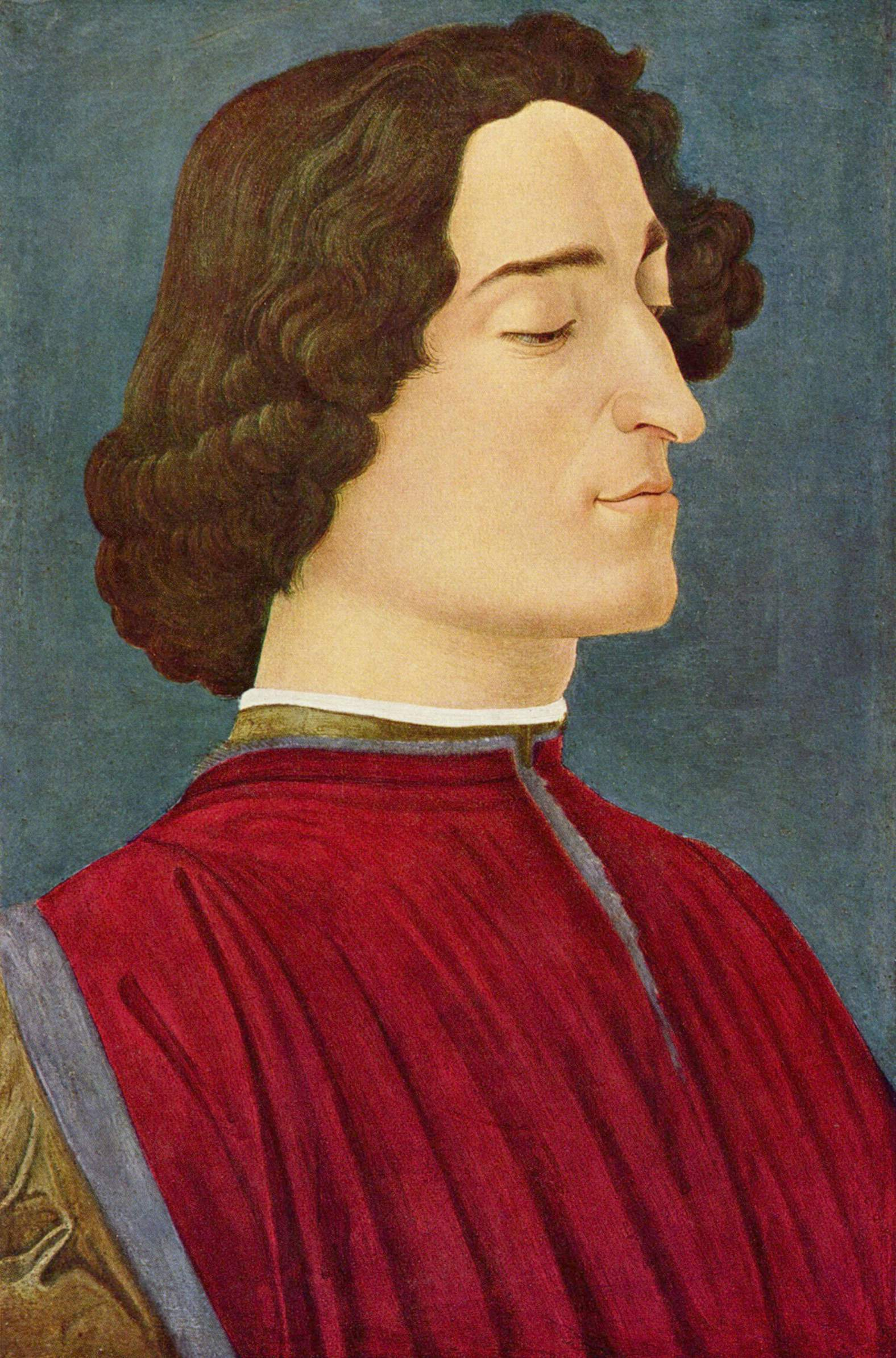
Ritratto di Giuliano de' Medici, Sandro Botticelli

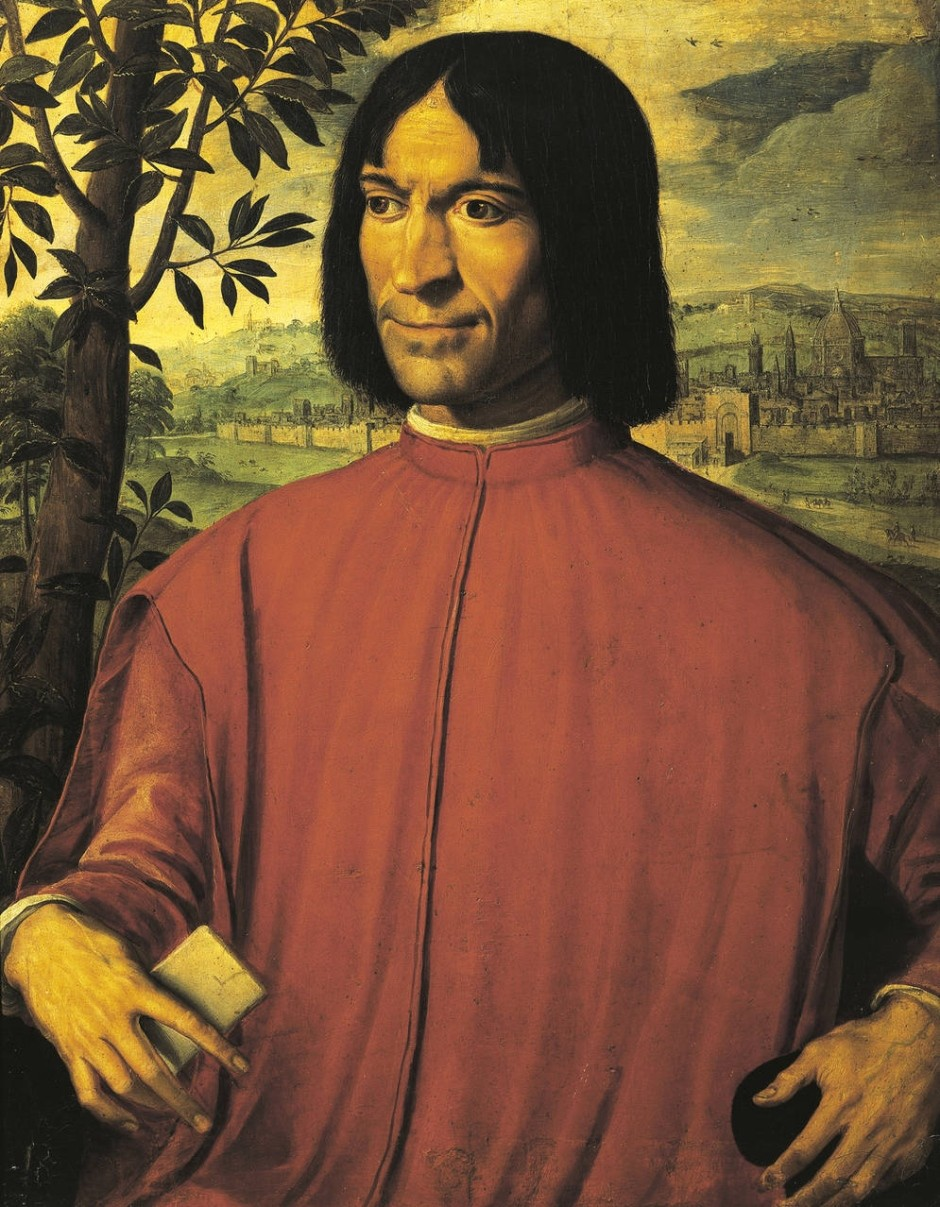
Girolamo Macchietti, Ritratto postumo di Lorenzo de' Medici

I componenti della famiglia Medici, da sempre al centro della politica cittadina, avevano subito almeno una congiura per ogni generazione: Cosimo de' Medici fu esiliato per motivi politici per un anno, mentre suo figlio Piero scampò per miracolo a un'imboscata tesagli da Luca Pitti sulla via per Careggi, e così anche le generazioni successive. Leone X avrebbe dovuto essere ucciso dal suo medico, istruito da un gruppo di cardinali a lui avversi, e Cosimo I rischiò di essere impallinato al passaggio del suo corteo davanti a Palazzo Pucci.
Dal 1469 la città era di fatto retta dai figli di Piero (scomparso quell'anno), Lorenzo e Giuliano, che allora avevano rispettivamente venti e sedici anni. Lorenzo seguiva attivamente la vita politica con lo stesso metodo di suo nonno Cosimo, cioè senza ricevere incarichi diretti ma controllando tutte le magistrature e i punti chiave attraverso uomini di fiducia.
Non è chiaro se l'idea di una congiura sia nata a Firenze per iniziativa della famiglia de' Pazzi, o piuttosto a Roma, nella mente del loro più potente alleato, papa Sisto IV. In ogni caso, l'idea della eliminazione fisica dei signori de facto della città catalizzò tutta una serie di figure a loro avverse, che si organizzarono nella congiura vera e propria.
Il papa Sisto IV Della Rovere, sfrenato nepotista, una volta eletto al soglio pontificio nel 1471 aveva manifestato l'interesse a impadronirsi dei ricchi territori fiorentini a vantaggio dei suoi nipoti, tra i quali il nobile Girolamo Riario, oltre che per finanziare le costose opere da lui intraprese a Roma, come l'abbellimento e la riorganizzazione della Biblioteca Vaticana. Inoltre, non vedeva di buon occhio le mire espansionistiche dei Medici verso la Romagna.
Il Papa aveva già manifestato la sua ostilità ai Medici, esautorandoli dall'amministrazione delle finanze pontificie proprio in favore della famiglia dei Pazzi. Essi sostenevano davanti a Lorenzo che questo cambio di preferenza era dovuto solo ai loro meriti commerciali, non a scorrettezze, ma Il Magnifico probabilmente aspettò il momento giusto per vendicarsi di questo smacco commerciale. L'amministrazione delle finanze pontificie comportava enorme prestigio e grande ricchezza, proveniente sia dalle commissioni sui movimenti, sia dallo sfruttamento delle miniere di allume dei Monti della Tolfa: l'allume era usato come fissante per la tintura dei panni e per i colori delle miniature, e le miniere della Tolfa, site in territorio pontificio presso Civitavecchia, erano le uniche allora conosciute in Italia, sicché il loro sfruttamento garantiva il monopolio di una sostanza insostituibile nella produzione sia tessile sia libraria.
Quindi, i Pazzi e il papa erano in stretta alleanza a Roma, ma l'idea di una congiura contro i Medici non doveva ancora essersi manifestata; anzi, le due famiglie fiorentine, sebbene rivali, si erano imparentate tra loro nel 1468 grazie al matrimonio celebrato tra Guglielmo de' Pazzi e Bianca de' Medici, sorella maggiore di Lorenzo.
La scintilla che accese gli animi viene di solito individuata nella questione dell'eredità di Beatrice Borromei, moglie di Giovanni de' Pazzi. Nel 1477, dopo la morte del suo ricchissimo padre Giovanni Borromei, Lorenzo fece promulgare una legge retroattiva che privava le figlie femmine dell'eredità in assenza di fratelli, facendola passare direttamente a eventuali cugini maschi. Così Lorenzo evitò una notevole crescita del patrimonio dei Pazzi.
Le tensioni tra le due famiglie crebbero quando Lorenzo rinfacciò ai Pazzi di aver prestato al Papa trentamila ducati perché suo nipote si impossessasse della Contea di Imola, così pericolosamente a ridosso dei territori fiorentini. Si trattava di una decisione che andava contro una precisa direttiva di Lorenzo, che non solo aveva negato il prestito al Papa, ma aveva anche chiesto agli altri banchi fiorentini di non concederlo.

## L'organizzazione della congiura

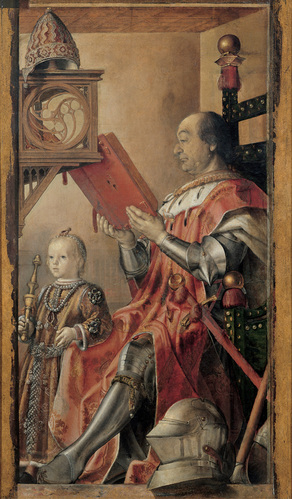
Pedro Berruguete, Federico di Montefeltro con il figlio Guidobaldo, 1475

Fu probabilmente dall'agosto del 1477, che la congiura prese piede, soprattutto a opera di Jacopo e Francesco de' Pazzi, cui si aggiunse Francesco Salviati, arcivescovo di Pisa, in attrito con i Medici che avevano tramato per non dargli la cattedra fiorentina, favorendo invece un loro congiunto, Rinaldo Orsini. Una volta eliminati i Medici, la guida di Firenze sarebbe dovuta spettare a Girolamo Riario. Non fu probabilmente indifferente per l'inizio delle trattative, la morte dell'influente cardinale Camerlengo Latino Orsini, avvenuta nell'agosto 1477, zio di Clarice Orsini moglie di Lorenzo de' Medici, che sicuramente avrebbe costituito un ostacolo per il concretizzarsi della congiura contro i suoi protetti.
Il Papa si premurò di trovare altri appoggi esterni: la Repubblica di Siena, il re di Napoli, oltre alle truppe inviate dalle città di Todi, di Città di Castello, di Perugia e Imola (tutti territori pontifici). Egli, inoltre, raccomandò di evitare spargimenti di sangue: si trattava ovviamente di un suggerimento meramente pro forma, di cui i congiurati non tennero alcun conto: i due Medici, infatti, sarebbero dovuti essere eliminati fisicamente. Il "braccio" dell'azione, ossia il responsabile diretto o indiretto dell'omicidio, fu individuato in Giovan Battista Montesecco, il quale però, non essendo un sicario ma un condottiero, si rifiutò categoricamente di compiere un atto tanto efferato per di più in una chiesa durante una funzione religiosa, e perciò venne sostituito da due preti meno esperti in fatti d'arme, Stefano da Bagnone e il vicario apostolico Antonio Maffei da Volterra.
Recentemente è stata scoperta una lettera cifrata che prova con certezza il fondamentale coinvolgimento di Federico da Montefeltro, Duca d'Urbino, il quale disponeva in favore dei congiurati truppe per 600 uomini alle porte di Firenze; di lui, Lorenzo seppe dalla confessione del Montesecco (e perciò unico a essere giustiziato con la decapitazione invece che con l'impiccagione). Attivo nell'organizzazione della congiura fu Pietro Felici, segretario del duca di Urbino. Il Magnifico fece pubblicare in agosto la confessione del Montesecco, facendo però omettere il nome del Duca Federico da Montefeltro e mettendosi così in credito nei suoi confronti. Essi saranno infatti in seguito alleati accanto al Duca Ercole I d'Este nella cosiddetta "guerra del sale" a Ferrara contro Venezia nel 1482, nella quale Federico morì per avere contratto la malaria (10 settembre).
Una volta che la congiura avesse avuto esito positivo, il piano concordato in marzo nelle stanze del Palazzo Apostolico, prevedeva che Lorenzo Giustini, legato pontificio, e Gianfrancesco Mauruzzi da Tolentino, nominato governatore di Imola, avrebbero dovuto condurre le truppe del Riario alle porte di Firenze (duemila uomini e alcuni cavalli), tenendole a disposizione dell'arcivescovo di Pisa Francesco Salviati e di Francesco de' Pazzi.

## Sabato 25 aprile 1478

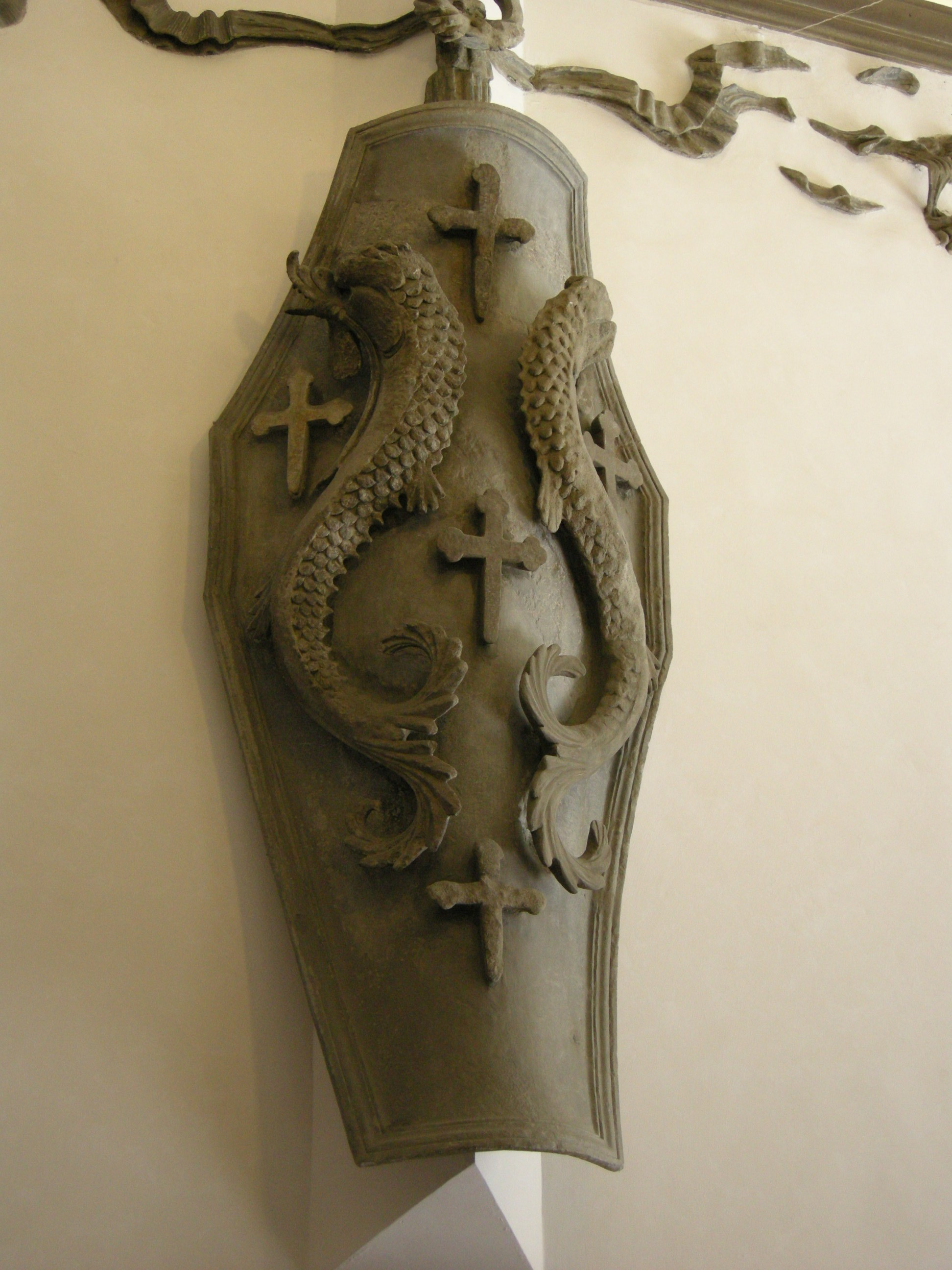
Stemma dei Pazzi, palazzo Pazzi della Congiura

Originariamente il piano prevedeva di avvelenare Lorenzo e Giuliano de' Medici durante un banchetto da loro organizzato alla Villa Medici di Fiesole il 25 aprile 1478, per festeggiare l'avvenuta elezione a cardinale del diciottenne Raffaele Riario, nipote di Sisto IV, il cui coinvolgimento nella congiura è controverso; non si sa se lo zio Sisto IV l'avesse informato o meno delle trame dei congiurati. Dell'avvelenamento erano incaricati Jacopo de' Pazzi e Girolamo Riario, che avrebbero dovuto versare il veleno in una delle libagioni destinate ai due fratelli. L'occasione del banchetto, nonché il rapporto di parentela tra i Pazzi e i Medici, avrebbero dovuto sviare i sospetti dagli esecutori materiali della congiura. Quel giorno, però, un'indisposizione improvvisa di Giuliano rese vana l'impresa, che fu rimandata al giorno successivo, durante la messa in Santa Maria del Fiore.

## Domenica 26 aprile 1478 ore 13:30
La domenica l'ignaro cardinale Raffaele Riario invitò tutti alla messa in Duomo da lui officiata, come ringraziamento della festa organizzata il giorno prima in suo onore. Alla messa si recarono i Medici e i congiurati, con l'eccezione però di Montesecco, che si rifiutò di colpire a tradimento dentro un luogo consacrato. Vennero allora ingaggiati in fretta e furia due preti in sostituzione: Stefano da Bagnone e il vicario apostolico Antonio Maffei da Volterra.
Essendo però Giuliano ancora indisposto, Bernardo Bandini (il sicario destinato a Giuliano) e Francesco de' Pazzi decisero di andare a prenderlo personalmente. Nel percorso dal Palazzo Medici a Santa Maria del Fiore, i cronisti ricordano come i congiurati abbracciassero a tradimento Giuliano per vedere se indossasse una cotta di maglia sotto le vesti, ma egli a causa di un'infezione a una gamba era uscito senza indossare il solito giaco protettivo sotto le vesti e senza il suo "gentile", nome scherzoso con il quale usava chiamare il suo coltello da guerra, che gli sbatteva contro la gamba ferita. Quando arrivarono in chiesa la messa era già iniziata.
Giuliano venne depositato in San Lorenzo, dopo esequie con gran concorso di popolo; solo nel 1559, per volere del duca Cosimo I, fu deposto - insieme al fratello Lorenzo il Magnifico - nel cassone marmoreo della Sagrestia Nuova di Michelangelo sotto le statue della Madonna con Bambino e dei Santi Cosma e Damiano. A un sopralluogo nella sua tomba condotto nel 1895 fu ritrovato il suo teschio con i segni di un profondo taglio nella testa.
Un frammento di camicia insanguinata è stato a lungo ritenuto un brandello della camicia indossata da Giuliano de' Medici al momento dell'uccisione in duomo. Come tale fu inserito in una teca ed esposto nel Museo Mediceo allestito in Palazzo Medici Riccardi: solo recentemente è stato dimostrato trattarsi di un brandello dell'abito del duca Alessandro, assassinato nel 1537. Attesta però, quasi reliquia laica, il perdurare del potere evocativo della Congiura che si era proposta di cambiare la storia fiorentina.
Al momento solenne dell'elevazione, mentre tutti erano inginocchiati, si scatenò il vero e proprio agguato: il Bandini si avventò su Giuliano, colpendolo ripetutamente sulla schiena, poi corse verso Lorenzo, mentre Francesco de' Pazzi infieriva con il pugnale sul corpo di Giuliano, in un lago di sangue. Lorenzo, accompagnato dall'inseparabile Angelo Poliziano e dai suoi scudieri Andrea e Lorenzo Cavalcanti, rimase ferito di striscio sulla spalla dagli inesperti preti che provarono a colpirlo, riuscendo poco dopo a entrare in sacrestia, dove chiuse le pesanti porte e si barricò. Bandini si avventò, ormai in ritardo, e sfogò la sua ira su Francesco Nori, che interpose il suo corpo tra l'omicida e Lorenzo, sacrificando la sua vita e dando la possibilità a Lorenzo di fuggire.

## La vendetta popolare di Lorenzo

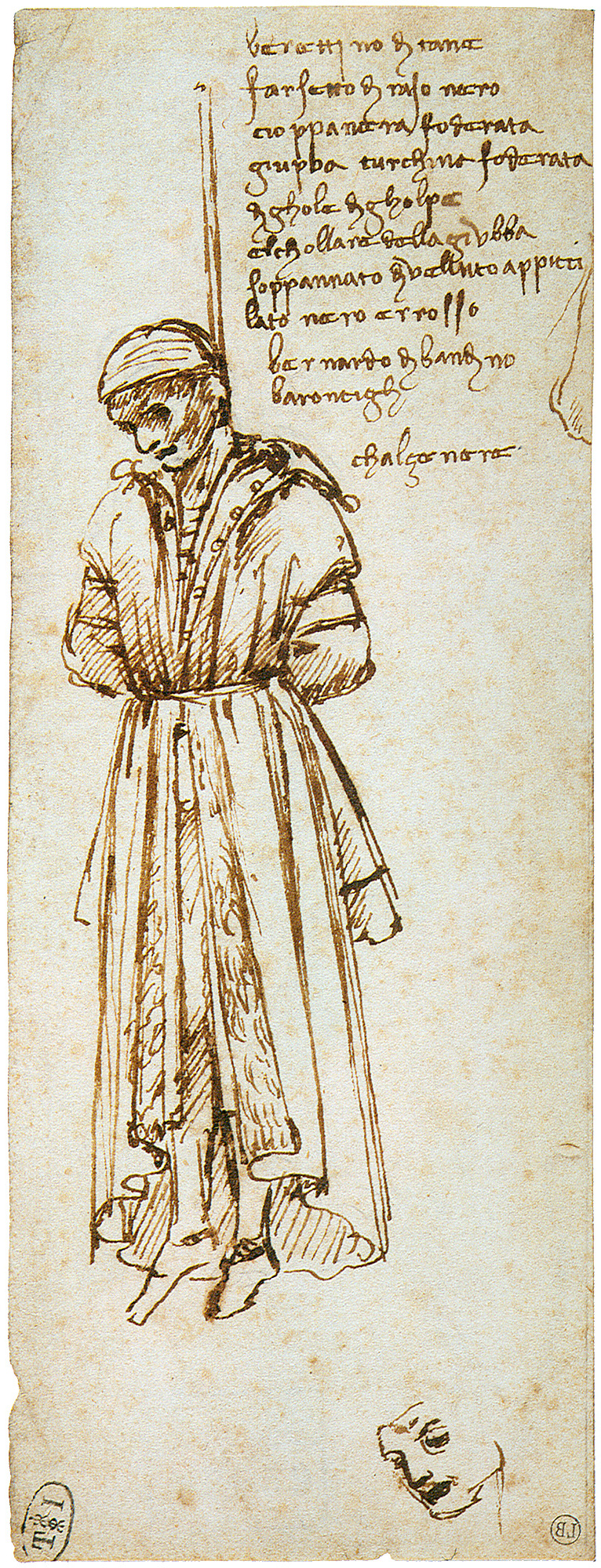
Leonardo da Vinci, disegno del cadavere impiccato di Bernardo di Bandino Baroncelli (1479)

Jacopo de' Pazzi aveva completamente sbagliato la valutazione della risposta della popolazione fiorentina. Quando si presentò in Piazza della Signoria con un gruppo di compagni a cavallo gridando "Libertà!", invece di essere acclamato, venne assalito dalla folla in un incontenibile movimento popolare che dal Duomo a tutta la città si accaniva contro i congiurati.
Le truppe del papa e delle altre città che attendevano appostate attorno a Firenze, al suono delle campane sciolte si insospettirono e lo stesso Jacopo de' Pazzi uscì dalla città portando la notizia del fallimento, per cui non fu sferrato nessun attacco.
Per i Pazzi e per i loro alleati l'epilogo fu tragico: poche ore dopo l'agguato, Francesco de' Pazzi, rimasto ferito e rifugiatosi a casa sua, e l'arcivescovo di Pisa Francesco Salviati penzolavano impiccati dalle finestre del Palazzo della Signoria. Al grido di "Palle, palle!", ispirato al blasone dei Medici, i Palleschi scatenarono in città una vera e propria caccia all'uomo, feroce e fulminea.
Pochi giorni dopo, anche Jacopo e Renato de' Pazzi, che pure non era direttamente coinvolto nella congiura, venivano impiccati; i loro corpi furono gettati nell'Arno. Bernardo Bandini riuscì a fuggire dalla città, arrivando a rifugiarsi a Costantinopoli, ma venne scovato e consegnato a Firenze per essere giustiziato il 29 dicembre 1479. Il suo cadavere impiccato venne ritratto da Leonardo da Vinci. Giovan Battista da Montesecco, complice della congiura sebbene non avesse preso parte all'agguato in Duomo, venne arrestato e, messo sotto tortura, rivelò i particolari della macchinazione, compreso il coinvolgimento del Papa, che egli additò come il principale responsabile. Fu decapitato, conservando, al contrario degli altri responsabili della congiura, l’onore dato dalla morte come soldato e non come traditore.

Per cinque secoli si era tramandato - principalmente per opera degli scritti di Niccolò Machiavelli che all'epoca aveva appena compiuto nove anni - come i due preti assassini (Stefano da Bagnone e Antonio Maffei di Volterra) fossero stati catturati pochi giorni dopo e linciati dalla folla: ormai tumefatti e senza orecchie, sarebbero giunti al patibolo in Piazza della Signoria e quivi impiccati.

Ma, come avvalorato da un manoscritto autografo di Antonio Maffei ritrovato casualmente nel 2023 all'Archivio di Stato di Firenze dal professor Marcello Simonetta (membro del Medici Archive Project e docente di storia nella sede fiorentina della New York University) contenente la confessione completa di come si fosse ordito il complotto e di chi fossero i mandanti, furono sottoposti a un processo nel quale furono interrogati e torturati e, prima di essere impiccati - presumibilmente circa 10 giorni dopo l'arresto del Maffei - subirono il taglio di naso e orecchie.
Lorenzo non fece niente per mitigare la furia popolare, così fu vendicato senza che le sue mani si macchiassero di sangue. I Pazzi vennero tutti arrestati o esiliati e i loro beni confiscati. Alle condanne seguì la damnatio memoriae: si proibì che il loro nome comparisse sui documenti ufficiali e vennero cancellati dalla città tutti gli stemmi di famiglia, compresi quelli impressi su alcuni fiorini coniati dal loro banco, che furono riconiati.

## Il conflitto militare
In seguito alla rappresaglia ordinata da Lorenzo, il Papa scomunicò i Medici chiedendo la liberazione dei prigionieri e la consegna dei responsabili delle violenze, firmando un'alleanza con Regno di Napoli e Repubblica di Siena per costringere il governante fiorentino alla resa. Ottenendo risposta negativa, le forze della coalizione si congiunsero risalendo la penisola, invadendo il territorio della Repubblica di Firenze nel giugno del 1478, mettendo a ferro e fuoco i possedimenti fiorentini e occupando entro la fine dell'estate Castellina in Chianti, Radda in Chianti, Casole d'Elsa, Certaldo, Castelfiorentino e infine la Fortezza di Poggio Imperiale a fine settembre, attestandosi a Colle di Val d'Elsa e assediandola per quasi due mesi. Le operazioni militari si protrassero fino agli accordi di pace del 13 marzo 1480. A causa dello scontento generalizzato su entrambi i fronti per gli accordi raggiunti, le discussioni però continuarono fino a quando, a luglio, l'invasione ottomana delle Puglie (Sacco di Otranto) concentrò l'attenzione nel sud Italia, rendendo necessaria la chiusura della questione per cause di forza maggiore e reintegrando i Medici di tutti i loro possedimenti in cambio di forti compensi finanziari e l'invio di contingenti militari per contrastare l'attacco turco.

## Pacificazione
Lorenzo colse l'occasione per accentrare definitivamente tutto il potere nelle sue mani: subordinò infatti le assemblee comunali e la struttura della Repubblica a un consiglio di 70 membri, costituito in larga parte di persone di sua fiducia, che doveva rispondere solo a lui.
Uno dei più antichi e famosi resoconti della vicenda, Pactianae coniurationis commentarium, fu scritto da Angelo Poliziano stesso, che aveva assistito direttamente ai fatti.
In seguito Lorenzo riuscì a pacificarsi sia con Ferrante di Napoli che con papa Sisto: in entrambi i casi usò la cultura e l'arte come ambasciatori di Firenze e della sua necessaria libertà e indipendenza: partirono così per Napoli Giuliano da Maiano, Benedetto da Maiano e Antonio Rossellino, mentre un gruppo di artisti fiorentini affrescò a Roma la nuova Cappella Sistina tra il 1481 e il 1482.

## Curiosità
Nel videogioco Assassin's Creed II, ambientato per gran parte della storia proprio nella Firenze dell'epoca, è il protagonista Ezio Auditore a salvare Lorenzo.